# Альт-Нурмс

Одна из хозяйственных построек мызы Альт-Нурмс (Нурту), 2002 год

Альт-Нурмс (нем. Alt-Nurms, Нурту, эст. Nurtu mõis), также Нурмс — бывшая побочная мыза (имение) в волости Вигала уезда Ляэне-Вирумаа в Эстонии. В настоящее время земли бывшей мызы находятся на территории волости Мярьямаа, уезд Рапламаа.

## История
Мыза была основана в XVII веке на землях, отделенных от мызы Валк (нем. Walck, Валгу, эст. Valgu mõis). Упоминалась как Nurto m(ois), Nutto mois, Nurms, Nelwa, Vana-Nurtu.
В 1788 году на территории поместья Нурту была основана стекольная мануфактура, часть сырья поступала на предприятие из местных источников, а часть приобреталась в Санкт-Петербурге и Таллине.
К 1805 году на мануфактуре ежегодно производилось 500 ящиков оконного стекла. На мануфактуре работало 20 человек, среди них 2 иностранных мастера, 5 наёмных рабочих и 13 крепостных. В 1818 году объем производства оконного стекла значительно увеличился, кроме того, началось изготовление маленьких зеркал. Число работников выросло до 24 человек, включая 7 мастеров и 17 других рабочих. В 1826 году мануфактура была закрыта.